# Польсько-шведська унія
Польсько-шведська унія — короткочасна особиста унія між Річчю Посполитою та Швецією, коли в 1592—1599 роках на чолі обох цих держав був король Сиґізмунд ІІІ Ваза.

## Історія

### Передісторія
Після смерті Йоганна, короля Швеції, його спадкоємцем став син Сиґізмунд. Він на той час уже був коронований королем Польщі і Литви, але шведська корона для нього також мала важливе значення, оскільки вона не була виборною, як у Речі Посполитої. Але на корону також претендував герцог Карл. Сиґізмунд попросив у сейму дозволу на поїздку до Швеції для отримання шведської корони, він був наданий. 3 серпня 1593 року Сиґізмунд виїхав до Швеції.
У Швеції він зіткнувся з проблемою: більшість місцевого населення були протестантами, тоді як він сам був відданим католиком. Існували побоювання, що католицький король почне підтримувати католицизм на противагу протестантизму, таким чином почнеться контрреформація. До того ж його противник Карл був протестантом, що додало йому симпатії місцевого населення.

### Унія
19 лютого Сиґізмунд ІІІ Ваза був коронований короною Швеції як Сиґізмунд І. Йому довелося гарантувати рівність релігій у Швеції, щоб отримати хоч якусь підтримку протестантів. Але на ділі ж король непомітно підтримував католицизм — призначав на урядові посади католиків, відкривав католицькі школи, фінансував і т.д., що знизило його й без того малу підтримку населення. А Карла він призначив як регента Швеції, оскільки незабаром покинув її, й сам регент мав більшу підтримку населення, ніж король.
Але Карл став проводити власну політику без згоди короля. Наприклад, він підписав Тявзинський мирний договір, що завершив війну з Московщиною. Потім у Седерчепінгу був скликаний риксдаг, що проголосив його регентом усупереч королю. У 1597 році Карл скликав риксдаг в Арбузі, після чого у Швеції почалася громадянська війна. Перемогу отримав Карл, який незабаром був проголошений королем Швеції як Карл ІХ.